# Heikki Värtsi
Heikki Värtsi (22 de agosto de 1931 – 11 de noviembre de 2013) fue un bailarín de ballet, coreógrafo y actor finlandés.

## Biografía
Su nombre completo era Heikki Feodor Värtsi, y nació en Priozersk, actualmente parte de Rusia, siendo su padre Isä Pjotr Värtsi, comerciante en Sortavala. Sin embargo, con el inicio de la Guerra de invierno, la familia hubo de trasladarse a Jyväskylä, donde su padre abrió una tienda. 
El primer papel de Heikki Värtsi fue el de Pinocho, que rrepresentó a los once años de edad en el Työväenteatteri de Jyväskylä. La coreografía, dirigida por un profesor local de educación física, encendió en el niño la vocación por el baile.
Värtsi inició estudios en la Escuela Universitaria de Economía Aalto, en Helsinki, pero finalmente se decidió a formarse como bailarín. Así, estudió en la escuela del Ballet Nacional de Finlandia, iniciando después su trayectoria como bailarín. En el Teatro Nacional de Finlandia fue primer bailarín y coreógrafo, interpretando danza clásica y jazz, cuyo baile había estudiado en una estancia en Nueva York.
Entre las obras representadas bajo su dirección figuran West Side Story en el Teatro de Tampere en 1963. También fue director de El violinista en el tejado, Zorbas, Piukat paikat, Enkeleitä Broadwaylla y Loistokaupunki. Además, como director y coreógrafo, también trabajó en operetas y piezas de ballet clásico. Por su trayectoria artística, en 1970 fue premiado con la Medalla Pro Finlandia, y en 1984 fue nombrado Profesor Artista. 
Heikki Värtsi falleció en Helsinki en el año 2013.